# 塔里哈省
塔里哈省（西班牙語：Departamento de Tarija）是玻利維亞南部的一個省份，省会为塔里哈。全省面積为37,623平方公里，2024年人口数量为534,348人。
下分6縣。